# ارین گری
ارین گری (انگلیسی: Erin Gray؛ زادهٔ ۷ ژانویهٔ ۱۹۵۰) یک هنرپیشه اهل ایالات متحده آمریکا است.

## اوایل زندگی
گری در ۷ ژانویه ۱۹۵۰ در هونولولو، قلمرو هاوایی (ایالت کنونی هاوایی)، دختر دایان و دانیل گری به دنیا آمد. وقتی گری هشت ساله بود، والدینش از هم جدا شدند. گری برای چند سال با پدربزرگ و مادربزرگش در پالم اسپرینگز، کالیفرنیا زندگی کرد. سرانجام او و مادرش به لارکسپور، کالیفرنیا نقل مکان کردند. گری در دبیرستان ردوود شرکت کرد و آخرین ترم تحصیلی خود را در دبیرستان پاسیفیک پالیسیدز به پایان رساند. او برای مدت کوتاهی در کالج UCLA در رشته ریاضیات شرکت کرد، اما او مدرسه را ترک کرد تا حرفه مدلینگ را دنبال کند و به نیویورک نقل مکان کرد.

## حرفه
گری کار خود را با مدلینگ آغاز کرد. او در اولین مسابقه خود شرکت کرد و در سن ۱۴ سالگی برنده یک وظیفه مدلینگ در سنت لوئیس شد. تبلیغات تجاری در لس آنجلس دنبال شد. او همچنین در سال ۱۹۶۷ به عنوان یک رقصنده در مالیبو U در تلویزیون ظاهر شد. تا سال ۱۹۷۵، گری یکی از برترین مدل‌های تلویزیونی کشور بود که سالانه ۱۰۰۰۰۰ دلار درآمد داشت. در سال ۱۹۷۸، او اولین نقش اصلی خود را در مینی سریال عصر در بیزانس به دست آورد. پس از اطلاعیه‌های خوب، گری با استودیو یونیورسال قراردادی هفت ساله منعقد کرد، که مستقیماً به بازی در نقش سرهنگ ویلما دیرینگ در باک راجرز در قرن ۲۵ منجر شد، ابتدا برای یک فیلم در سینما و سپس برای یک تلویزیون هفتگی. تیپ و فرم خوش فرم گری، که با یک یونیفرم اسپندکس تنگ و یک تکه تقویت شده بود، در میان تماشاگران مرد غالباً جوان نمایش محبوبیت گرفت. گری از جذابیت یونیفرم تنگش آگاه بود. شخصیت او، نقش اول زن، نیز در سریال جایگاه بالایی داشت، پس از گیل جرارد در نقش اصلی و نشان دهنده نمونه اولیه یک شخصیت زن قوی در یک محیط علمی تخیلی است. یک الگوی نقش مهم برای بینندگان زن، همان‌طور که او به مصاحبه‌کننده توضیح داد: من اولین سرهنگ زن بودم. من از بودن آن نوع الگو برای زنان جوانی که نمایش را تماشا می‌کنند لذت بردم. یک زن می‌تواند سرهنگ شود! یک زن می‌تواند مسئول باشد! اینها در آن زمان ایده‌های جدیدی بودند.

## زندگی شخصی

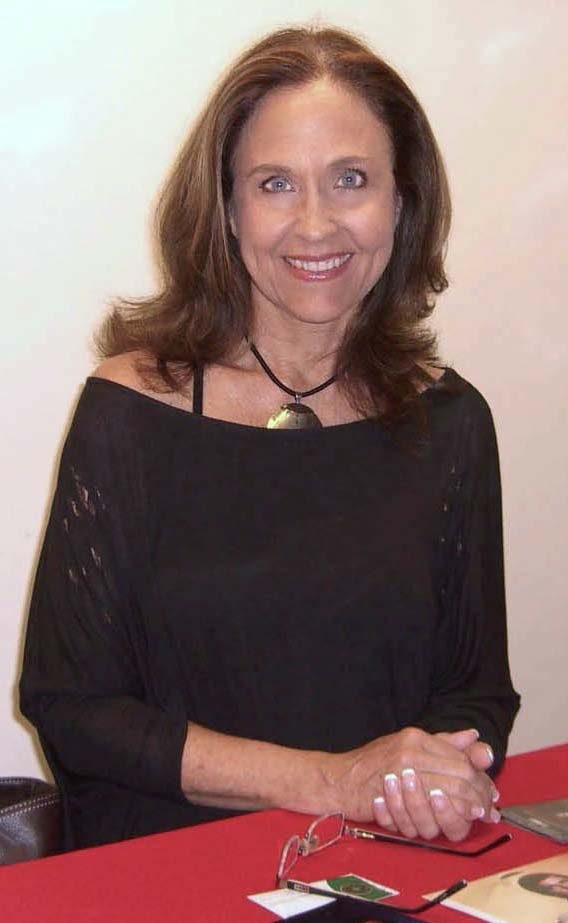
ارین گری در سال 2010

گری دو بار ازدواج کرده‌است. او در دبیرستان با کن شوارتز ملاقات کرد و ازدواج آنها از سال ۱۹۶۸ تا ۱۹۹۰ ادامه یافت و در طی آن آنها صاحب یک پسر به نام کوان ری شوارتز شدند که در سال ۱۹۷۶ به دنیا آمد. زمانی که گری برای اولین بار روی باک راجرز شروع به کار کرد، پسرش را آغاز کرد و در نهایت به لس آنجلس نقل مکان کرد تا زمانی که حرفه بازیگری او شکوفا شد به عنوان مدیر او کار کند. گری در سال ۱۹۹۱ با ریچارد هیسونگ ازدواج کرد و دخترشان سامانتا در همان سال به دنیا آمد. سامانتا نقش دوست دختر باک راجرز، مدی، را در قسمت آزمایشی مجموعه ویدئویی اینترنتی باک راجرز جیمز کاولی بازی می‌کند.

## بخشی از فیلمشناسی
از فیلم‌ها یا برنامه‌های تلویزیونی که وی در آن نقش داشته‌است می‌توان به آثار زیر اشاره کرد.
- کشته‌های زمستان (فیلم) (۱۹۷۹)
- سیکس پک (۱۹۸۰)
- کارآگاه راکفورد (۱۹۷۹)
- پسر پاییز (مجموعه تلویزیونی) (۱۹۸۲)
- د نیو لسی (۱۹۹۱)
- تورکلسون‌ها (۱۹۹۳)
- بی‌واچ (۱۹۹۷–۹۸)